# Wapen van Roosendaal en Nispen

Wapen van Roosendaal en Nispen

Het wapen van Roosendaal en Nispen werd op 16 juli 1817 bevestigd door de Hoge Raad van Adel aan de Noord-Brabantse gemeente Roosendaal en Nispen. In de Databank Overheidsheraldiek van de Hoge Raad van Adel staat dit abusievelijk vermeld bij de per 1997 gevormde gemeente Roosendaal. In het register zelf wordt naast de afbeelding van het wapen wel degelijk Roosendaal en Nispen genoemd. Roosendaal en Nispen ging toen op in deze gemeente. Het gemeentewapen kwam daardoor te vervallen. Het wapen werd overgenomen door Roosendaal, maar met toevoeging van een kroon. Op 26 maart 1998 werd door de gemeenteraad van Roosendaal het hartschild uit het wapen van Roosendaal en Nispen vastgesteld als het dorpswapen van Nispen.

## Blazoenering
De blazoenering van het wapen luidde als volgt:
Van zilver, beladen met drie geopende roosen van keel, staande twee en een; en abysme van zilver, beladen met een klimmende leeuw van sabel, gekroond, getongd en genageld van keel.
De heraldische kleuren zijn zilver (wit), keel (rood) en sabel (zwart). In het register van de Hoge Raad van Adel zelf wordt geen beschrijving gegeven, alleen een afbeelding.

## Geschiedenis
Het wapen is een sprekend wapen: de rozen verwijzen naar de naam van de gemeente. Het gemeentewapen vormde eerder het wapen van heerlijkheid Roosendaal. De kleuren zilver en keel verwijzen naar het feit dat Roosendaal vroeger deel uitmaakte van de baronie Breda. Roosendaal kende oorspronkelijk een wapen van zilver met één rode roos en de heilige Jan de Doper als schildhouder. In de loop van de 16e eeuw kwamen er twee rozen bij, verdween de schildhouder en werd een kroon toegevoegd. Het is niet bekend waarom het wapen drie rozen kreeg. Wellicht was dit omdat het getal drie een belangrijke rol speelt in de Middeleeuwse periode. In het begin van de 18e eeuw werd een hartschild toegevoegd, welke was afgeleid van het wapen van de familie Van Nispen, een invloedrijke familie in de omgeving van Nispen. Bij de officiële bevestiging in 1817 verdween de kroon om onbekende redenen.

## Verwante wapens

Familiewapen Van Nispen
Wapen van Roosendaal
Wapen van Nispen

Aalburg
· Aalst
· Aarle-Rixtel
· Alem 
· Alem, Maren en Kessel
· Almkerk
· Alphen en Riel
· Andel
· Baardwijk
· Bakel en Milheeze
· Beek en Donk
· Beers
· Berghem
· Berkel-Enschot
· Berlicum
· Besoyen
· Beugen en Rijkevoort
· Bladel en Netersel
· Bokhoven
· Borkel en Schaft
· Boxmeer
· Budel
· Capelle
· Chaam
· Cromvoirt
· Cuijk
· Cuijk en Sint Agatha
· De Werken en Sleeuwijk
· Den Dungen
· Deurne en Liessel
· Dieden, Demen en Langel
· Diessen
· Dinteloord (en Prinsenland)
· Dinther
· Dommelen
· Drongelen, Haagoort, Gansoijen en Doeveren
· Drunen
· Duizel en Steensel
· Dussen
· Eersel
· Eethen
· Emmikhoven en Waardhuizen
· Empel en Meerwijk
· Engelen
· Erp
· Esch
· Escharen
· Fijnaart en Heijningen
· Gassel
· Geffen
· Geldrop
· Gemert
· Genderen
· Gestel en Blaarthem
· Giessen
· Ginneken en Bavel
· Grave
· 's Gravenmoer
· Haaren 
· Halsteren
· Haps
· Haren en Macharen
· Hedikhuizen
· Heesch
· Heeswijk
· Heeswijk-Dinther
· Heeze
· Helvoirt
· Herpt
· Hoeven
· Hooge en Lage Mierde
· Hooge en Lage Zwaluwe
· Hoogeloon, Hapert en Casteren
· Huijbergen
· Kessel
· Klundert
· Landerd
· Leende
· Liempde
· Lierop
· Lieshout
· Linden
· Lith
· Luyksgestel
· Maarheeze
· Maasdonk
· Maashees en Overloon
· Made en Drimmelen
· Maren
· Meeuwen
· Megen, Haren en Macharen
· Mierlo
· Mill en Sint Hubert
· Moergestel
· Nederwetten en Eckart
· Nieuw-Ginneken
· Nieuw-Vossemeer
· Nieuwkuijk
· Nistelrode
· Nuenen en Gerwen
· Nuland
· Oeffelt
· Oerle
· Oijen en Teeffelen
· Oost-, West- en Middelbeers
· Oploo, Sint Anthonis en Ledeacker
· Ossendrecht
· Oud en Nieuw Gastel
· Oudenbosch
· Oudheusden
· Princenhage
· Prinsenbeek
· Putte
· Raamsdonk
· Ravenstein
· Reek
· Reusel
· Riethoven
· Rijsbergen
· Rijswijk
· Roosendaal en Nispen
· Rosmalen
· Sambeek
· Schaijk
· Schijndel
· Sint Anthonis
· Sint-Michielsgestel
· Sint-Oedenrode
· Soerendonk, Sterksel en Gastel
· Sprang
· Sprang-Capelle
· Standdaarbuiten
· Stiphout
· Stratum
· Strijp
· Terheijden
· Teteringen
· Tongelre
· Uden
· Udenhout
· Veen
· Veghel
· Veldhoven en Meerveldhoven
· Velp
· Vessem, Wintelre en Knegsel
· Vierlingsbeek
· Vlierden
· Vlijmen
· Vrijhoeve-Capelle
· Wanroij
· Waspik
· Werkendam
· Westerhoven
· Wijk en Aalburg
· Willemstad
· Woensel (en Eckart)
· Woudrichem
· Wouw
· Zeeland
· Zesgehuchten
· Zevenbergen